# Grand Theft Auto: Vice City
Grand Theft Auto: Vice City är ett actionäventyrsspel utvecklat av Rockstar North och utgivet av Rockstar Games. Det släpptes den 29 oktober 2002 för Playstation 2, den 12 maj 2003 för Microsoft Windows och den 31 oktober 2003 för Xbox. En omgjord version släpptes för mobila plattformar 2012 inför spelets tionde årsdag. Det är det sjätte spelet i Grand Theft Auto-serien och den första huvudinsatsen sedan 2001 med Grand Theft Auto III. Spelet utspelas i den fiktiva staden Vice City, baserad på Miami, och följer huvudpersonen Tommy Vercetti efter hans frisläppande från fängelse. Efter att han har blivit lurad i en narkotikahandel söker han de ansvariga samtidigt som han bygger ett kriminellt imperium och utnyttjar makt från andra kriminella organisationer i staden.
Spelet spelas från ett tredjeperspektiv och dess värld navigeras till fots eller med fordon. Spelets öppna världsdesign låter spelaren fritt ströva omkring i Vice City som består av två huvudöar. Spelets handling baseras på flera verkliga människor och händelser i Miami, såsom kubanska och haitiska gäng, motorcykelklubbar, 1980-talets crackepidemi, knarkkungar och glam metal-dominans. Spelet påverkades också av tidens film och tv, till exempel Scarface och Miami Vice. Mycket av utvecklingsarbetet handlade om att skapa en spelvärld som skulle passa inspirationen och tidsperioden. Utvecklingsgruppen genomförde omfattande fältforskning i Miami för att samtidigt skapa spelvärlden.
Vid utgivningen fick spelet kritisk hyllning med särskilt beröm för sin musik, spelupplägg och öppna världsdesign. Spelet genererade emellertid också kontroverser, med kritik riktad mot skildring av våld och rasgrupper. Spelet hamnade i rättegångar och fick protester, samtidigt som spelet var märkt som våldsamt och innehållande grova språk och scener. Vice City blev det bästsäljande tv-spelet 2002 och har sålt över 17,5 miljoner exemplar. Betraktat som ett av de mest betydande spelen i den sjätte generationens spel och ett av de största tv-spel som någonsin gjorts så vann det många utmärkelser från flera spelpublikationer. Sedan utgivningen har spelet fått flera porteringar till flera spelplattformar. Dess efterträdare Grand Theft Auto: San Andreas släpptes i oktober 2004, och en prequel med titeln Grand Theft Auto: Vice City Stories släpptes 2006.

## Spelupplägg
Grand Theft Auto: Vice City är ett actionäventyrsspel som spelas från ett tredjepersonsperspektiv. Spelaren styr och kontrollerar den kriminelle Tommy Vercetti genom olika uppdrag som innehåller linjära scenarier med uppsatta mål, vilket framskrider handlingen. Det är möjligt att ha flera aktiva uppdrag samtidigt, då vissa uppdrag kräver att spelaren väntar för ytterligare instruktioner eller händelser. Bortsett från uppdrag kan spelaren röra sig fritt i spelets öppna värld, och har möjlighet att utföra valfria sidouppdrag. Kartan är sammansatt av två huvudöar och flera mindre områden, och är mycket större i area än de tidigare Grand Theft Auto-spelen. Stadens öar blir upplåsta för spelaren när handlingen (uppdragen) fortskrider.
Spelaren kan springa, hoppa eller köra ett fordon för att navigera sig i spelets värld. För att bekämpa fiender finns närstridsvapen, eldvapen och sprängämnen att tillgå. Exempel på eldvapen är Colt Python, M60 (kulspruta) och minigun. Spelets tredimensionella miljö gör det möjligt i förstapersonsvy att sikta med ett prickskyttegevär eller raketgevär. Spelaren har också möjlighet att utföra drive-by shooting genom att skjuta ut från båda sidorna av fordonet som man kör. Spelet ger spelaren ett brett utbud av vapenalternativ som kan köpas från lokala vapenhandlare, tas från döda fiender eller plockas upp på marken vid gömställen.
Vid eldstrid kan automatsiktet användas för att lättare sikta vapnet mot fiender. Om spelaren blir skadad sjunker dennes hälsomätare, och för att återställa den måste spelaren plocka upp hälsoikoner. Skyddsväst kan användas som extra skydd, vilket absorberar skott och explosiva skador, men har också en mätare som sjunker vid skada. När hälsan är helt uttömd stoppas spelet och spelaren får ett nytt liv på närmaste sjukhus, på bekostnad av att alla vapen och rustningar förloras samt en summa pengar. Om spelaren begår brott kan man bli efterlyst av spelets brottsbekämpande myndighet. Detta visas genom antal stjärnor som lyser på bildskärmen (head-up-display), och ju fler brott som begås ju fler stjärnor som lyser. Har spelaren fler stjärnor så kommer också den brottsbekämpande myndigheten att agera kraftfullare. Till exempel vid sex stjärnor, som är högsta antal, kommer både polishelikoptrar och militär att försöka döda spelaren.
Under spelets och handlingens gång kommer Tommy att möta flera rollfigurer från olika gäng. När spelaren fullföljer uppdrag för ett visst gäng kommer det gängets medlemmar att ofta försvara spelaren, medan rivaliserande gängmedlemmar kommer att känna igen och försöka skada spelaren. Vid ett fritt spel i den öppna världen finns det möjlighet att utöva andra aktiviteter (minispel eller sidouppdrag), till exempel brottsbekämpning (polisiära uppdrag), brandbekämpning (brandman) och taxichaufför. Efter att ha fullbordat en viss aktivitet får spelaren en kontextspecifik belöning. Under tiden som Tommy bygger sitt kriminella imperium kommer spelaren att kunna köpa ett antal fastigheter som är spridda över staden. Vissa fastigheter har ytterligare förvar där vapen kan samlas in och fordon kan placeras. Det finns också en mängd olika verksamheter som kan köpas, till exempel en filmstudio, ett taxibolag och flera underhållningsklubbar. Varje kommersiell verksamhet har ett antal uppdrag knutna till sig, såsom att eliminera konkurrenter eller att stjäla utrustning. När alla uppdrag är genomförda börjar verksamheten att generera en löpande inkomst för spelaren.

## Handling
Året är 1986 och Tommy Vercetti (röstskådespelare: Ray Liotta), som är en lojal och forne medlem av Forelli-familjen, har släppts fri efter att ha avtjänat femton års fängelse för flera mord i Liberty City. Hans tidigare chef, Sonny Forelli (Tom Sizemore), möjliggör en befordran för Tommy att bli capo och skickar honom till Vice City där han ska agera som Forellis köpare i en kokainaffär. Tommy får också i uppgift att inrätta en narkotikahandel i södern. När Tommy och hans livvakter anländer till Vice City, hämtar den kriminelle advokaten Ken Rosenberg (William Fichtner) upp dem och kör till en kaj där affären ska äga rum. Framme vid kajen hamnar de i ett bakhåll av flera maskerade män som dödar livvakterna. Tommy lyckas nätt och jämnt fly med Ken från kajen, och förlorar Forellis pengar samt kokainet. När Ken återvänder till sitt kontor kör Tommy tillbaka till sitt hotell och ringer till Sonny. Tommy lovar Sonny att hämta tillbaka pengarna och drogerna samt döda dem som utförde bakhållet.
För att få information pekar Ken mot Juan Garcia Cortez (Robert Davi) som hjälpte till att sätta upp affären. Med ett beklagande uttryck, lovar Cortez att hjälpa Tommy att ta reda på vem som planlade bakhållet. Under tiden som Tommy letar ledtrådar, möter han Kent Paul (Danny Dyer) som leder till en av deltagarna i bakhållet. Tommy börjar sedan att arbeta för Ricardo Diaz (Luis Guzmán), en lokal knarkkung som anställer Tommy som skydd. Cortez uttrycker snart sin misstanke att Diaz kan ha organiserat bakhållet. Med hjälp från Lance Vance (Philip Michael Thomas), vars bror dog i bakhållet, dödar de Diaz. Detta resulterar i att Tommy och Lance blir Vice Citys nya knarkkungar, vilket i sin tur gör att Tommy kan skapa sin egen organisation och distansera sig från Forelli-familjen. Tommy arbetar också med den kubanske gängledaren Umberto Robina (Danny Trejo) i en kamp mot haitierna. Efter att ha förstört haitiernas drogfabrik blir Umberto och Tommy nya samarbetspartner i narkotikahandeln. Tommy visar respekt och får vänskap med Mitch Baker (Lee Majors) som är ledare för ett MC-gäng, vars medlemmar börjar arbeta vid sida av kubanerna för att skydda Vercettis familjeföretag. Tommy expanderar också sitt företag genom att köpa tillgångar i andra företag som är nära konkurs, till exempel ett taxiföretag, filmstudio, tryckverk och dansklubbar. Han omvandlar dem till konkurrenskraftiga företag.
Så småningom upptäcker Sonny att Tommy har fått full kontroll över Vice Citys droghandel utan att tillgodose Forelli-familjen. Ursinnig över att Tommy har blivit oberoende och i tron om att Tommy fifflar bakom Sonny, skickar Sonny högt uppsatta Forelli-medlemmar för att med tvång samla in pengar från Tommys tillgångar. Tommy fördriver snabbt bort dem och beslutar att bryta sitt band med Forelli. Sonny åker personligen till Vice City, och Tommy försöker ge honom falska pengar, samtidigt som Lance avslöjar sitt partnerskap med Sonny. Lance medger att han har informerat Sonny om Tommys aktiviteter i Vice City. Förargad över Lances förräderi, börjar Tommy att jaga och förlöjliga Lance innan Tommy dödar honom. Efter detta avslöjar Sonny att han satte dit Tommy för femton år sedan, vilket gav Tommy fängelsestraffet. En eldstrid utbryter mellan Tommy och Sonnys vakter, vilka Tommy dödar och slutligen även dödar Sonny. När Ken anländer är han chockad och orolig över händelserna, men Tommy försäkrar honom att allt är bra, efter att han äntligen etablerat sig som den obestridde maffiabossen av Vice City.

### Rollfigurer
- Tommy Vercetti – Huvudrollsfiguren i spelet, som kontrolleras av spelaren. En kaxig och våldsam gangster som är på väg upp till toppen.
- Ken Rosenberg – Tommys advokat. Ken har maffiakontakter, men är själv en mycket nervös person som har svårt att hantera de svårigheter som han och Tommy Vercetti hamnar i och är fast i ett kokainmissbruk. (Rollfiguren har många drag gemensamma med den liknande rollfiguren David Kleinfeld spelad av Sean Penn i filmen Carlito's Way).
- Sonny Forelli – Tommys boss. Ringer titt som tätt för att skälla ut Tommy. (Rollfiguren liknar utseendemässigt maffialedaren Sonny Black i filmen Donnie Brasco där han också åker ner till Miami).
- Lance Vance – Lance förlorar sin bror i en misslyckad knarkaffär i början av spelet. Därför går han över till Tommy Vercettis sida, som själv blev bedragen på pengarna och knarket. Dock får spelaren veta att han förråder Tommy i slutet av spelet, och gått över till Tommys boss, som var hjärnan bakom allt från början till slut. Lance Vances röst spelas av Philip Michael Thomas som bland annat är känd från tv-serien Miami Vice som visades under 1980-talet. Lance Vance är också med i spelet Grand Theft Auto: Vice City Stories.
- Steve Scott – En inkompetent porrfilmsregissör som är besatt av att göra "konstnärliga" filmer. (Rollfiguren har många drag gemensamma med regissören Steven Spielberg, bland annat en vilja att ha med enorma hajar i filmerna, vilket är en referens till Spielbergs film Hajen).
- Avery Carrington – En mäktig man i fastighetsbranschen som inte drar sig för att ta till illegala metoder för att expandera sin verksamhet. Han är mentor till Donald Love, en rollfigur som var med i Grand Theft Auto III.
- Ricardo Diaz – En colombiansk knarkbaron och som misstänks av Tommy för att ligga bakom attacken mot drogaffären i början av spelet.
- Juan Garcia Cortez – En pensionerad överste som håller till på sin yacht.
- Umberto Robina – En kubansk gängledare som krigar mot det haitiska gänget.
- Phil Cassidy – En Vietnamveteran och tillika Vice Citys bäste skytt.
- Mitch Baker – Ledaren för det lokala MC-gänget.
- Mercedes Cortez – Översten Cortez dotter. Har ett möjligt kärleksintresse för Tommy och skådespelar i Steve Scotts filmer.
- Kent Paul – En brittisk rockbandsmanager som vet lite mer än han borde.
- Jezz Torrent – Rockbandets huvudsångare. Är ofta halvnaken.
- Candy Suxxx – Hennes riktiga namn är Candice Shand. Är en porrstjärna som har ett förhållande med Vice Citys kongressledamot.
- BJ Smith – Ett före detta proffs i amerikansk fotboll, numera säljer han stulna bilar.
- Auntie Poulet – En haitisk voodootant.
- Hilary King – En deprimerad rallyförare.
- Alex Shrub – Högerextremistisk kongressledamot. Har ett förhållande med Candy Suxxx.
- Earnest Kelly – Jobbar på Tommys pengatryckeri.
- Cam Jones – En kassaskåpsexpert som hjälper Tommy att råna El Banco Corrupto Grande.

## Utveckling
Rockstar North började att utveckla Grand Theft Auto: Vice City i slutet av 2001, när Grand Theft Auto III släpptes. Den inledande utvecklingen bestod bara av att skapa 3D-modeller, och den verkställande producenten Sam Houser sa att "det verkligen startade igång i början av 2002" och varade i nio månader. Efter utgivningen av Windowsversionen, för Grand Theft Auto III, diskuterade utvecklingsgruppen om att skapa ett uppdragspaket för spelet, där paketet skulle innehålla nya vapen, fordon och uppdrag. Efter ytterligare diskussioner beslutade gruppen att göra detta koncept till ett fristående spel, som blev just Grand Theft Auto: Vice City. Spelet tillkännagavs den 22 maj 2002 under Electronic Entertainment Expo. Det var Rockstar Norths dyraste spel på den tiden, med en budget på 5 miljoner dollar. Den 5 september 2002 meddelade företaget att utgivningsdatumet, den 22 oktober, hade skjutits upp till 29 oktober för att möta produktens efterfrågan. Den 15 oktober 2002 avslutades utvecklingen av Grand Theft Auto: Vice City och spelet skickades in för tillverkning.

### Miljö
Spelet utspelas 1986 i den fiktiva staden Vice City som är starkt baserad på Miami. Vice City finns med i det första Grand Theft Auto, där utvecklingsgruppen beslutade att återanvända platsen och integrera idéer som var både egna och från fans. De ville satirisera en plats som inte var modern eller nutida, till skillnad från Liberty City i Grand Theft Auto III. Gruppen ville välja en plats som har varierande likheter och skillnader med New York (som Liberty City har hämtat sin inspiration ifrån). Detta ledde dem till Miami, som producenten Leslie Benzies beskriver som "en feststad, all sol och hav och sex, men med samma mörka kant under". Sam Houser kallade det som "den häftigaste eran av kriminalitet eftersom det inte ens kändes som om det var kriminellt… det var en helt upp-och-ner samt bakåtvänd tidsperiod". Gruppen ville göra Vice City till en "levande, andande stad" så att spelaren skulle känna som om "livet fortfarande pågår" trots om dennes spelfigur är inne i en byggnad.
Utseendet i spelet, särskilt kläder och fordon, återspeglar 1980-talets miljö. Många teman är lånade från filmerna Scarface och Carlito's Way, där den senare har gett stark påverkan för dess karaktärisering och framställning av nyanserade brottslingar till spelet. TV-serien Miami Vice gav också ett stort inflytande och tittades regelbundet av gruppen under hela utvecklingen. Grafikdesignern Aaron Garbut använde tv-serien som en referenspunkt för att skapa neonbelysning i spelet. Det gick "relativt smärtfritt" att återskapa 1980-talet då tidsperioden har en tydlig kultur och att gruppen har en egen kännedom om den tiden. Grafikgruppen försågs med stora mängder forskningsmaterial samt referensfotografier från medlemmar i utvecklingsgruppen. De organiserade fältforskningsresor till Miami, strax efter utvecklingen av Grand Theft Auto III, där de delades upp i små lag och observerade gator.

### Berättelse och rollfigurer
Gruppen tillbringade tid på att "lösa gåtan" av en talande huvudperson, till skillnad från Grand Theft Auto III:s stumme eller tyste huvudperson Claude. Ray Liotta (röst)skådespelade Tommy Vercetti, huvudpersonen i Grand Theft Auto: Vice City. Liotta beskrev rollen som utmanande: "Du skapar en rollfigur som inte finns där innan ... Det är så intensivt". Vid inspelningen av rollen använde gruppen blåskärm för att låta Liotta visualisera "hur det kommer att röra sig". Gruppen såg till att spelaren kände "verklig affinitet" för Tommy, vilket gjorde berättelsen till ett viktigt utvecklingsintresse. Dan Houser beskrev Tommy som "stark och farlig och beredd att vänta för rätt tillfälle att komma fram". Regissören, Navid Khonsari, tyckte att Liotta ofta klagade på uppsättningen och var därmed en svår person att arbeta med. "I vissa scener var han… i det, men så ibland… blev han väldigt mörk och kunde inte arbeta", sa Sam Houser. Efter spelets framgång klagade Liotta på att han var underbetald för rollen.
Majoriteten av spelets animationer var nyskapande, med ett fåtal lånade från Grand Theft Auto III. För rollfigurerna använde gruppen rörelseinspelning och stopprörelse-teknik. För klippscener användes det först nämnda, medan spelrörelser använde en kombination av båda teknikerna. Gruppen stötte på svårigheter i att animera motorcykelanimationer, delvis på grund av olika modeller. Figursmodeller som representerar fotgängare (icke-spelbara figurer) använder skinn (visuell stil inom datorgrafik), vilket gjorde att grafikdesignerna kunde producera mer realistiska figurer. Det finns 110 unika fotgängare i spelet och ungefär 50 birollsfigurer. Varje figur har blivit renderad dubbelt så mycket av polygoner och texturer än vad Grand Theft Auto III hade. Detta påverkade också figurernas fysikförmåga som förbättrade spelaspekter, till exempel vapenträffsnoggrannhet. Vissa rollfigurer och scenarier inspirerades av filmer, såsom Gudfadern. Och spelets presentationsstilar var inspirerade av actionbaserade tv-program från 1980-talet. Samspelet mellan rollfigurerna Tommy Vercetti och Lance Vance skapades för att likna förhållandet mellan Sonny Crockett och Ricardo Tubbs i Miami Vice. Dessutom är röstskådespelaren till Lance Vance, som är Philip Michael Thomas, samme person som skådespelar Ricardo Tubbs.

### Ljuddesign och musikproduktion
Spelet har 8 000 rader (meningar) av inspelad dialog, vilket är fyra gånger så mycket som Grand Theft Auto III. Men enligt ljudprogrammeraren, Raymond Usher, har Grand Theft Auto III cirka 18 000 rader och Vice City har 50 000–60 000. Grand Theft Auto: Vice City innehåller mer än 90 minuter klippscener och 9 timmar musik, med mer än 113 låtar och diverse reklaminslag. Gruppen ville utmana sig i att skapa ett soundtrack, särskilt i motsats till Grand Theft Auto III:s musik, som Sam Houser beskrev som "tydligt satirisk och sin egen sak". Under utvecklingen av radiostationerna ville gruppen förstärka spelets miljö genom att samla in en mängd olika låtar från 1980-talet, och därför utförde de en omfattande forskning. Radiostationerna publicerades av Epic Records i sju album, vilka tillsammans är kända som Grand Theft Auto: Vice City Official Soundtrack Box Set, och som kom ut vid sidan av spelet under oktober 2002. Spelet innehåller ungefär "tre gånger så mycket" pratradio än Grand Theft Auto III. Producenten och pratshowsvärden (i spelet), Lazlow Jones, uppgav att den lilla andelen radiolyssnare som faktiskt ringer in är "galna", då gruppen ville ta det till en annan nivå och därmed betona extremiteten. Dan Houser tyckte att pratradiostationerna ger en djuphet till spelets värld.
När spelaren är i ett fordon har den möjlighet att lyssna på någon av radiostationerna. Stationerna spelar nästan uteslutet musik från 1980-talet och varje station representerar sin egen genre:
- V-Rock (hårdrock och heavy metal)
- Wave 103 (new wave, syntpop och postpunk)
- Emotion 98.3 (sunshine pop och powerballad)
- Flash FM (popmusik)
- Wildstyle (piratradio med hiphop och electro)
- Fever 105 (disko, soul, R&B och funk)
- Radio Espantoso (latin jazz, mambo, son och salsa)
- K-Chat (prat och diskussioner)
- VCPR (prat och diskussioner)

## Mottagande

### Första utgivningen
| Playstation 2-versionens mottagande | Playstation 2-versionens mottagande |
| Samlingsbetyg                       | Samlingsbetyg                       |
| Tjänst                              | Betyg                               |
| ----------------------------------- | ----------------------------------- |
| Metacritic                          | 95/100 (62 recensioner)             |
| Recensionsbetyg                     |                                     |
| Publikation                         | Betyg                               |
| Allgame                             | [ 20 ]                              |
| Edge                                | 8/10                                |
| Eurogamer                           | 10/10                               |
| Game Informer                       | 10/10                               |
| Game Revolution                     | A                                   |
| Gamespot                            | 9,6/10                              |
| Gamespy                             | 95/100                              |
| IGN                                 | 9,7/10                              |

Grand Theft Auto: Vice City släpptes till kritisk hyllning. Samlingsbetygswebbsidan Metacritic beräknade ett genomsnittligt betyg på 95 av 100, vilket indikerar "universellt erkännande" baserat på 62 recensioner. Det är Metacritics högst rankade Playstation 2-spel för 2002, och det femte högst rankade Playstation 2-spelet totalt, bundet med ett antal andra. Recensenter gillade spelets ljudmiljö, musik, obegränsade spelupplägg och öppna världsdesign. Viss kritik riktades mot styrning och tekniska problem. IGN:s Douglass Perry uppgav det som "ett av de mest imponerande spelen 2002", och Raymond Padilla, på Gamespy, kallade upplevelsen "djup, djävulskt njutbar och unik".
Recensenter ansåg allmänt att uppdragen hade förbättrats jämfört med Grand Theft Auto III, även om vissa noterades som tillfälligt besvärande och frustrerande. Perry skrev att spelets uppdrag ger spelaren "en starkare känsla av att vara inne i en berättelse i en värld som verkligen finns". Matt Helgeson, från Game Informer, tyckte att uppdragen var komplexare, och Scott Alan Marriott, från Allgame, ansåg att berättelsen hade förbättrats som ett resultat. Marriott tyckte också att huvudrollsfiguren (Tommy) var mer engagerande än Claude från Grand Theft Auto III. Perry kände att Rockstar hade "hittat rätt person och rätt val", och Edge skrev att Tommy "svettar karisma" och berömmer Ray Liotas uppträdande.
Spelets öppna världsdesign berömdes av recensenter, av vilka många tyckte att det innehöll mer detaljer och kändes mer levande än spelets föregångare. Ben Silverman, från Game Revolution, skrev att spelets djup är "enastående" och berömde dess världs realism och detaljer. Medan Marriott berömde den "ambitiösa räckvidden i design".
Marriott utsåg Grand Theft Auto: Vice City till en "oförglömlig lyssningsupplevelse" för dess musik, radioreklam och prat. Perry uttryckte musiken som "den mest imponerande listan med låtar i ett spel". Många recensenter berömde spelets radiostationer (och då även pratradion), och många kände att spelets samling av licensierad 1980-talsmusik passade tonen och tidsperioden. Röstskådespeleriet fick också beröm, då Perry fann det som "ett av de bästa i sitt slag", samt att Silverman tyckte att det gav berättelsen en trovärdighet. Jeff Gerstmann, på Gamespot, kallade rollfigurerna för "färgglada och minnesvärda".
Grand Theft Auto: Vice City innehåller ett bättre utbud av fordon än Grand Theft Auto III enligt flera recensenter, där de också tyckte att fordonen är lättare att kontrollera. Gerstmann kände att körningen var "mer spännande och farligare", och Perry tyckte att motorcykelns styrning var tilltalande. Förutom fordonens hantering noterade recensenterna förbättringar i skjutning och sikte, även om det fortfarande finns kända problem. Matt Helgeson skrev att förmågan att kunna "sikta [med ett vapen] har förbättrats till den punkt där strid faktiskt kan vara roligt".
Vissa recensenter såg en bättre ritdistans (datorgrafikrelaterat) gentemot Grand Theft Auto III, trots att många identifierade en sjunkning av bildhastigheten under hårdvarukrävande sekvenser. Förändringar i rollfigursmodeller delade recensenterna i tycke. Medan Raymond Padilla och Douglass Perry noterade förbättringar i figursmodellerna så ansåg Tom Bramwell (från Eurogamer) det som "galet att se denna figur… modeller har inte blivit smartare alls". Spelets artificiella intelligens och långa laddningstid kritiserades ofta i recensioner, och många recensenter noterade också besvärliga kameravinklar under spelandet.

### Windowsversionen
| Windowsversionens mottagande | Windowsversionens mottagande |
| Samlingsbetyg                | Samlingsbetyg                |
| Tjänst                       | Betyg                        |
| ---------------------------- | ---------------------------- |
| Metacritic                   | 94/100 (30 recensioner)      |
| Recensionsbetyg              |                              |
| Publikation                  | Betyg                        |
| Allgame                      | [ 66 ]                       |
| Eurogamer                    | 9/10                         |
| Gamespot                     | 9,6/10                       |
| Gamespy                      | 93/100                       |
| IGN                          | 9,3/10                       |

När Grand Theft Auto: Vice City släpptes till Microsoft Windows, under maj 2003, fick spelet liknande kritiska hyllning. Metacritic beräknade ett genomsnittligt betyg på 94 av 100, vilket indikerar "universellt erkännande" baserat på 30 recensioner. Det var det högst rankade Windowsspelet på Metacritic under 2003. Recensenter gillade de visuella förbättringarna, och var generellt positiva mot kontroll- och styrningsförbättringarna.
Denna versions grafik fick ett positivt svar från flera recensenter. Mark Hoogland, från Allgame, berömde förbättrade fordonsdetaljer, miljötexturer och vädereffekter. Greg Kasavin, på Gamespot, gav liknande kommentarer och noterade enstaka minskningar av bildhastigheten. Sal Accardo, från Gamespy, berömde ritdistansens förbättringar och identifierade mycket få texturproblem. IGN:s Steve Butts tyckte att Windowsversionens systemkrav var rimlig, till skillnad från Grand Theft Auto III, och berömde de snabbare laddningstiderna. Martin Taylor, på Eurogamer, var kritisk mot grafiken och konstaterade att de högre upplösningarna "inte är vänliga mot den allmänna visuella kvaliteten", samt kritiserade systemkraven.
Versionens ändringar i kontroll och styrning blev generellt väl mottagna. Flera recensenter tyckte att det blev bättre att sikta och skjuta med hjälp av datormus och tangentbord. Martin Taylor tycker att det har blivit "mycket mer flytande" tack vare datormusen, och Sal Accardo skrev "det finns helt enkelt ingen ersättning för att sikta med en mus". Dock fick ändringarna i körmekaniken en allmän kritik, där Steve Butts kallade den "skit". Mark Hoogland tyckte att fordonstyrningen var "mer förlåtande" med tiden.

### Mobilversionen
| Mobilversionens mottagande | Mobilversionens mottagande |
| Samlingsbetyg              | Samlingsbetyg              |
| Tjänst                     | Betyg                      |
| -------------------------- | -------------------------- |
| Metacritic                 | 80/100 (19 recensioner)    |
| Recensionsbetyg            |                            |
| Publikation                | Betyg                      |
| Destructoid                | 7,5/10                     |
| IGN                        | 7,7/10                     |
| Digital Spy                | [ 74 ]                     |
| Nowgamer                   | 7/10                       |
| Pocket Gamer               | 8/10                       |
| The Telegraph              | [ 77 ]                     |
| Toucharcade                | [ 78 ]                     |

Grand Theft Auto: Vice City släpptes för mobila enheter under december 2012, och fick "generellt gynnsamma" recensioner. Metacritic beräknade ett genomsnittligt betyg på 80 av 100, baserat på 19 recensioner. Recensenter gillade den förbättrade grafiken, men kritik riktades mot pekskärmens styrning och kontroll.
Mobilversionens grafik mottogs väl. Chris Carter, på Destructoid, kände att den nya grafiken "[passar] neon- och pastellfärgsutsmyckningen", och nämnde bland annat att de nya belysningseffekterna har gett spelet ett nytt framträdande. IGN:s Justin Davis berömde de uppdaterade figursmodellerna, ljussättningen och texturerna. Eric Ford, på Toucharcade, konstaterade också att grafiken har förbättrats "men inte på ett drastiskt sätt". Nowgamer tyckte att mobilskärmen förbättrar den visuella njutningen av spelet, trots problem med det ursprungliga spelet. Tom Hoggins, från The Telegraph, identifierade vissa problem med figursmodeller, men sa att "staden ser fantastiskt ut".
Många recensenter kritiserade pekskärmens styrning och kontroll. Mark Brown, på Pocket Gamer, tyckte att styrningen och kontrollen var "inte idealiska", men konstaterade att detta också var fallet i det ursprungliga spelet. Scott Nichols, från Digital Spy, kände att mobilversionen "bara komplicerade [kontrollerna] ytterligare". Justin Davis var tacksam för tillägget av anpassningsbara knappar, vilket "gör upplevelsen mycket mer kontrollerbar", och där Eric Ford uppskattade utvecklarnas ansträngningar som "gjorde situationen uthärdlig". Chris Carter talade positivt om styrningskontrollen, trots att han noterade besvärliga spelfigursrörelser, och Tom Hoggins tyckte att styrningskontrollen var "mycket mer utförda" än Grand Theft Auto III:s mobilversion.

### Försäljning
Efter Grand Theft Auto: Vice Citys utgivning sålde det över 500 000 exemplar under 24 timmar. Inom två dagar efter utgivningen sålde spelet 1,4 miljoner exemplar, vilket gör det till det snabbast säljande spelet i historien vid den tiden. Det blev det mest sålda spelet 2002 i USA, där det 2004 hade sålt 5,97 miljoner exemplar, och under december 2007 sålt 8,20 miljoner. I juli 2006, då spelet hade sålt 7 miljoner exemplar, hade det tjänat in 300 miljoner dollar, bara i USA. Next Generation (en datorspelstidning) rankade det som det mest sålda spel som lanserats för Playstation 2, Xbox eller Gamecube mellan januari 2000 och juli 2006 i USA, och slog Grand Theft Auto III och Grand Theft Auto: San Andreas. Under februari 2005 släpptes Grand Theft Auto: Vice City på nytt som en del av Playstations Greatest Hits-val, vilket också indikerade hög försäljning. I Japan sålde spelet cirka 223 000 exemplar under sin första vecka och över 410 000 i januari 2008. Spelet fick ett "Diamond"-pris i Storbritannien, vilket betyder att spelet har sålt i över en miljon exemplar i det landet. Under mars 2008 hade spelet sålt 17,5 miljoner exemplar världen över, vilket gjorde det till ett av de bästsäljande Playstation 2-spelen.

### Utmärkelser
Grand Theft Auto: Vice City fick flera nomineringar och priser från spelpublikationer. Spelet utsågs till det bästa Playstation 2-spelet på 1st British Academy Games Awards, Golden Joystick Awards, samt från Entertainment Weekly, IGN och Gamespot. Det tilldelades också det prestigefyllda Ultimate Game (svenska: Ultimata spelet) på Golden Joystick Awards. Spelet tilldelades bästa action/äventyrsspel från British Academy Games Awards, Gamespot och IGN. Vidare fick spelets ljud flera priser och nomineringar, där det vann bästa musik från Gamespot, och var nominerad för bästa ljud, samt vann priset Sound (svenska: Ljud) på British Academy Games Awards. Spelet vann också Design på British Academy Games Awards, och var nominerad till bästa grafik (teknisk och konstnärlig) av Gamespot. Spelet kom som tvåa för IGN:s Reader's Choice Overall Game of the Year (svenska: Läsares val av övergripande spel för året) samt blev nominerad till Gamespots pris för bästa berättelse. Från British Academy Games Awards tilldelades spelet också bästa PC-spelet.

## Kontroverser
Grand Theft Auto: Vice City har skapat flera kontroverser, i likhet med sin föregångare. Spelet har betecknats som våldsamt och pornografiskt innehåll, och anses vara mycket kontroversiellt av många intressegrupper. Peter Hartlaub på SFGate noterade spelets "sinneslösa våld", men hänförde helt enkelt det till utvecklarnas försök att uppnå noggrannhet. Jeremy Pope, som arbetade på olika Rockstarspel inklusive Grand Theft Auto: Vice City, lovade att aldrig arbeta med våldsamma spel igen på grund av deras framställning i etablerad media. I Australien redigerades spelet för att få en klassificering på MA 15+, dock släpptes en ocensurerad version i landet 2010 med bibehållen klassificering.
I november 2003 arrangerade två haitisk-amerikanska intressegrupper (Haitian Centers Council och Haitian Americans for Human Rights) en protest i New York och kritiserade spelet offentligt, där de hävdade att spelet uppmanar spelaren till att skada haitiska invandrare samt att det avbildar haitier som "kriminella, tjuvar och droghandlare". Som svar gav Rockstar ut ett pressmeddelande där de bad om ursäkt och förstod oron, men insisterade på att våldet skulle tas inom ramen för spelet, som också innehåller våld mot andra etniska grupper. När New Yorks borgmästare Michael Bloomberg hotade distributören Take-Two Interactive med rättsliga åtgärder, bad företaget om ursäkt och tog bort stötande uttalanden från framtida kopior av spelet.
Den 7 juni 2003 sköt och dödade 18-årige Devin Moore tre män, varav två var poliser, i Alabama. Moore flydde därefter i en polisbil men greps senare. I uttalanden till polisen sa Moore enligt uppgift att "Livet är som ett videospel. Alla måste dö någon gång". En stämningsansökan på 600 miljoner dollar skickades in mot Rockstar Games, Take-Two Interactive, Sony Computer Entertainment, Gamestop och Wal-Mart, där det hävdades att Moore ofta spelade Grand Theft Auto: Vice City och att hans erfarenhet av spelet ledde till att han begick brottet. Kärandenas advokat, Jack Thompson, påstod att spelets grafiska karaktär fick Moore att begå morden. Thompson lämnade ifrån sig fallet Strickland mot Sony i november 2005 efter att ha blivit granskad av domare för oprofessionellt uppförande. I mars 2006 avslog USA:s högsta domstol ett överklagande hos de svarande som ville lägga ner fallet.
I september 2006 väckte Thompson ytterligare talan med en stämningsansökan på 600 miljoner dollar mot Cody Posey, Rockstar Games, Take-Two Interactive och Sony Computer Entertainment. Där hävdades det att 14-årige Posey spelade spelet besatt innan han mördade sin far, styvmor och styvsyster på en ranch i Hondo, New Mexico. Poseys försvarare framhöll att han hade behandlats illa av sin far under flera år och att han hade tagit Zoloft vid tiden av morden. Thompson påstod att morden inte skulle ha ägt rum om det inte hade varit för Grand Theft Auto. Fallet avslogs december 2007 då New Mexico inte hade någon jurisdiktion över Sony eller Take-Two.
Den 27 juli 2017 gjorde Psychic Friends Network (ett medium där folk kunde ringa in och som sändes på tv) en stämning mot Rockstar över rollfiguren Auntie Poulet. Psychic Friends Network tyckte att rollfiguren delade likheter med deras riktiga Miss Cleo som faktiskt också röstskådespelade Auntie Poulet.

## Eftermäle
Mike Snider från USA Today skrev att Grand Theft Auto: Vice City har "höjt ribban för videospel" och hänvisade till spelets interaktivitet, våld och soundtrack. Luke Plunkett (Kotaku) och Jeffrey L. Wilson (PC Magazine) utsåg båda att spelet var det bästa i serien, där Plunkett kallade det "den perfekta Grand Theft Auto-upplevelsen". Läsare till Official UK PlayStation Magazine röstade fram Grand Theft Auto: Vice City som den fjärde bästa Playstation-titel som någonsin utgivits. Spelet hamnade också på den japanska tidskriften Famitsu där läsare listade det bland topp 100 spel under året 2006. Det var då den enda västerländska titeln på listan. Grafikdesignern Aaron Garbut kände att tillsammans med spelets föregångare, Grand Theft Auto III, och uppföljare, Grand Theft Auto: San Andreas, ledde Grand Theft Auto: Vice City i trenden som spel för öppna världar.

### Porteringar och nyinspelningar
Grand Theft Auto: Vice City kom ut som en Windowsversion den 12 maj 2003, vilken stödjer högre skärmupplösning och ritdistans samt innehåller mer detaljerade texturer. En Gamecubeversion var planerad men blev senare avbruten. Inför utgivningen till Xbox, under december 2003, fick Grand Theft Auto: Vice City en sammanbindning med Grand Theft Auto III under titeln Grand Theft Auto: Double Pack. Denna Xboxversion (eller -portering) tillåter spelaren att lyssna på egen musik med hjälp av en förinstallerad CD-skiva. Versionen har också förbättrad ljudkvalitet, polygonmodeller och grafik jämfört med den första versionen (Playstation 2). Double Pack blev i sin tur sammanbunden med Grand Theft Auto: San Andreas under den nya titeln Grand Theft Auto: The Trilogy som släpptes i oktober 2005. The Trilogy fick också en version för OS X den 12 november 2010. För spelets tioårsjubileum i december 2012 överfördes Grand Theft Auto: Vice City av War Drum Studios till flera iOS- och Androidenheter. Denna portering skapade en mobilversion som är nästan identisk med Windowsversionen, men med visst förbättrat grafikelement och ett anpassningsbart användargränssnitt (till exempel kan spelaren välja vilka knappar som ska visas). En Playstation 3-version av spelet släpptes den 30 januari 2013 via Playstation Network. Playstation 2-versionen, som också är den första versionen, släpptes för Playstation 4 den 5 december 2015. Spelet finns med i samlingen Grand Theft Auto: The Trilogy – The Definitive Edition som släpptes 2021.